# Schlacht bei Böblingen
Die Schlacht bei Böblingen am 12. Mai 1525 war eine der bedeutendsten Schlachten während des deutschen Bauernkriegs. In ihr wurden die aufständischen württembergischen Bauern am Goldberg zwischen Böblingen und Sindelfingen vom Heer des Schwäbischen Bundes unter der Führung von Truchsess Georg von Waldburg vernichtend geschlagen.

## Vorgeschichte
Bereits im Jahre 1514 erhoben sich im Remstal Bauern des Armen Konrad für mehr politische Rechte und faire Behandlung. Hierum ging es auch im deutschen Bauernkrieg, der 1524 mit Aufständen am Hochrhein und im Südschwarzwald begann. Bauern erhoben sich in sogenannten Bauernhaufen südlich von Ulm (Ende 1524), in der Fürstabtei Kempten (Februar 1525) sowie am Bodensee (März 1525) und formulierten ihre Forderungen nach einem menschenwürdigen Leben in den Zwölf Artikeln von Memmingen. Aus den regionalen Aufständen entwickelte sich dann der die Territorialgrenzen überschreitende „Bauernkrieg“.
In Württemberg begann der Aufstand Mitte April 1525. Am 16. April 1525 – Ostersonntag – stürmten Bauern die Amtsstadt Weinsberg und töteten die adeligen Bewohner auf grausame Art. Noch am  Abend der Tat bildete sich auf dem Wunnenstein bei Großbottwar ein württembergischer Bauernhaufen unter der Führung von Matern Feuerbacher und Hans Wunderer. Nach der Bluttat von Weinsberg wandte sich der Reformator Martin Luther von den aufständischen Bauern ab und nannte sie eine „mörderische und räuberische Bande“, was bei den Aufständischen für Unruhe und Verunsicherung sorgte und ihrem Ansehen bei der Bevölkerung schadete.
Vom Wunnenstein beziehungsweise Bottwar ausgehend zog ein sich vergrößerndes Bauernheer durch das württembergische Kernland und nahm dabei kampflos einen Ort nach dem anderen ein. Der Haufen zog erst nach Lauffen am Neckar (20. April), dann weiter über Besigheim (22. April) und Bietigheim (22. April) nach Vaihingen an der Enz (23. April), um in Stuttgart eine kurze Rast einzulegen (25.–27. April). Von Stuttgart ging der Marsch in das Remstal nach Waiblingen (28. April) und in das Filstal nach Ebersbach an der Fils (29. April) und schließlich nach Kirchheim unter Teck  (30. April bis 2. Mai). Die Aufständischen hatten vor, nach Tübingen vorzustoßen, wohin sich nach der Eroberung Stuttgarts die habsburgische Regierung zurückgezogen hatte. Als die Aufständischen erfuhren, dass ihnen der Truchsess von Waldburg vom Hegau aus entgegenkomme, änderten sie ihre Pläne und erreichten am 3. Mai den heutigen Stuttgarter Vorort Degerloch. Sie zogen dann am 6. Mai weiter nach Sindelfingen und Böblingen und am 8. Mai vor die Tore von Herrenberg. Feuerbacher forderte vergebens die Herrenberger auf, die Stadt friedlich an die Aufständischen zu übergeben. Nach zwei vergeblichen Versuchen, die Stadt zu stürmen, was 200 Bauern das Leben kostete, setzten die Angreifer mit Feuerpfeilen 18 Häuser in Brand und sprengten ein Stadttor; Herrenberg kapitulierte. Rebellenführer Matern Feuerbacher achtete auf Disziplin und ließ sogar gefangene Landsknechte vor Rache schützen.

## Vor der Schlacht
Während ihres Marsches wurden viele Bauern zwangsrekrutiert und in die Haufen der Aufständischen integriert. In Herrenberg schlossen sich ihnen der Schwarzwälder Haufen „Haufen vor Wald“ unter der Führung von Thomas Maier sowie Bauern aus dem Hegau an (insgesamt 5000 bis 6000 Bauern). Weitere Bauern und Bewohner des Großraumes Böblingen/Sindelfingen wurden gezwungen, sich den Aufständischen anzuschließen. Das Bauernheer zählte schließlich etwa 15.000 Aufständische, die jedoch schlecht ausgerüstet waren. Auch die Kampfmoral der „zwangsrekrutierten“ Aufständischen war wohl nicht sehr ausgeprägt. Darüber hinaus waren die Bauernhaufen untereinander nicht einig, so gingen deren Ziele von der Umsetzung der „Zwölf Artikel“ bis zur „Umgestaltung des Staates“ weit auseinander.
Um den 9. Mai erreichte Truchsess Georg von Waldburg mit seinen Kanonen und etwa 7500 Söldnern, darunter 1500 Berittene, ebenfalls die Gegend von Herrenberg. Der Truchsess wurde „Bauernjörg“ genannt, weil er in der Vergangenheit mit viel Brutalität gegen die Aufständischen vorgegangen war. In Herrenberg suchte der Truchsess die Konfrontation und schüchterte die Bauernhaufen mit seinem Geschütz ein. In der Nacht zum 10. Mai wich er nach Böblingen und Sindelfingen zurück. Der Truchsess war jedoch vorerst zur Untätigkeit gezwungen, weil seine Söldner den ausstehenden Sold forderten und sich weigerten, die Kämpfe wieder aufzunehmen. Er verlegte unterdessen (11. Mai) sein Heer nach Weil im Schönbuch.

## Der 12. Mai 1525
Am 12. Mai 1525 wollten die Aufständischen über das weitere Vorgehen beraten, nachdem am Vortag der gemäßigte Führer Matern Feuerbacher, der sich für Verhandlungen einsetzte, durch den Ritter Schenk von Winterstetten ersetzt worden war, der eine militärische Lösung anstrebte. Die Bauern fühlten sich zwischen Böblingen und Sindelfingen sicher, da in diesem sumpfigen Gebiet der Truchsess seine Reiter nicht einsetzen konnte. Diese Reiter wurden „Bauerntod“ genannt, weil ihnen die zu Fuß kämpfenden Aufständischen meist unterlegen waren. Es wurde auch berichtet, viele Aufständische hätten in der Nacht zum 12. Mai gefeiert.
Nachdem der Sold eingetroffen war, zog der Truchsess mit seinen Söldnern am 12. Mai frühmorgens über Mauren durch den Wald in Richtung Böblingen. Die Bauern wurden überrascht und bezogen rasch Stellung zwischen Böblingen und Sindelfingen. Ein Bauernhaufen, vermutlich derjenige, der „Gewalthaufen“ genannt wurde, verschanzte sich am Goldberg und errichtete dort eine Wagenburg. Der „verlorene Haufen“ positionierte sich am Wald östlich des Galgenbergs. Die Bauern verteidigten erst erfolgreich den Höhenzug östlich des oberen Böblinger Stadttors zwischen Käppele und Waldburg. Wegen des Sumpfgeländes zwischen Böblingen und Sindelfingen konnte der Truchsess die Bauern nicht frontal unter Einsatz der Reiterei angreifen. Er erzwang darum mit der Drohung, Böblingen dem Boden gleich zu machen und alle Bewohner zu „erwürgen“, Zugang zum Böblinger Schlossberg, von wo aus er die Aufständischen mit großen Hakenbüchsen und Kanonen angreifen konnte.
Dieser Beschuss sowie das Anrücken des Grafen Wilhelm von Fürstenberg ließ die Bauern hinter das obere Böblinger Stadttor zurückweichen. Östlich des Böblinger Stadttors, zwischen Käppele und Waldburg, besetzten daraufhin rasch 80 Reiter den kleinen Höhenzug, wohin vier leichte Geschütze gebracht wurden. Als diese gegen die andrängenden Bauern abgefeuert wurden, wandte sich zuerst der „verlorene Haufen“ zur Flucht, bald darauf auch der „Gewalthaufen“ am Goldberg. Zuvor war bereits der Galgenberg von der Reiterei des Schwäbischen Bundes besetzt worden.
Aus der Schlacht wurde jetzt ein Massaker an den Bauern. Die Aufständischen versuchten in die benachbarten Wälder zu fliehen. Der ortskundige Truchsess schnitt ihnen jedoch den Weg ab und ließ sie niedermetzeln. In nur vier Stunden von etwa 10 Uhr bis 14 Uhr waren die Bauern blutig besiegt worden.

## Gründe für die Niederlage der Aufständischen

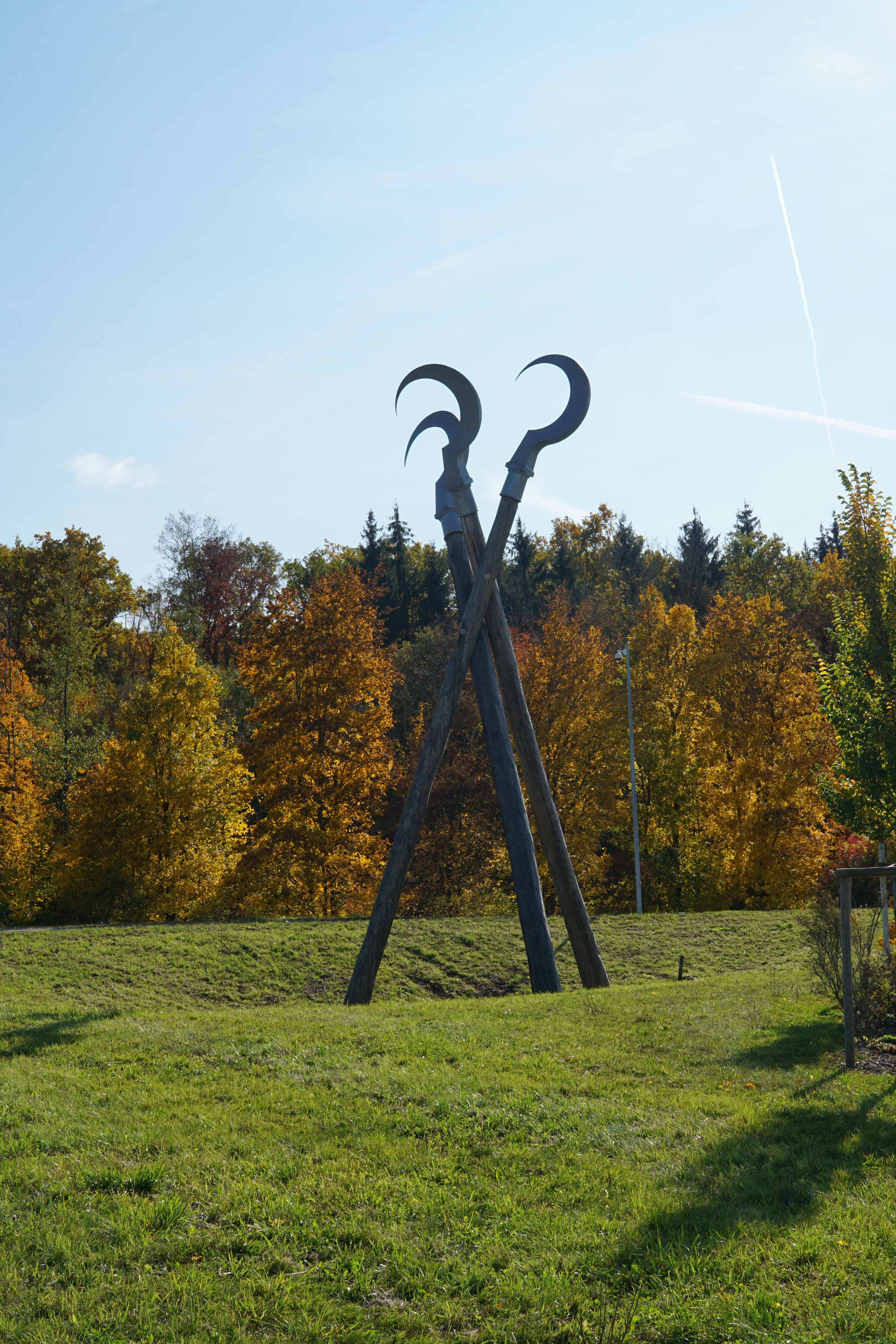
Bauernkriegdenkmal in Böblingen von Lutz Ackermann

Mehrere Gründe werden angeführt, um die Niederlage der Aufständischen zu erklären:
- Das Heer der Aufständischen bestand aus Bauern und Stadtbevölkerung, die im Kampf unerfahren und schlecht bewaffnet waren, während auf Seiten des Schwäbischen Bundes kriegserfahrene Söldner kämpften.[1][4][9]
- Es herrschte Uneinigkeit sowohl unter den Bauernhaufen selbst sowie unter ihren Anführern über die Ziele des Aufstandes. Es fehlte eine „Führungspersönlichkeit“.[1][4][9]
- Obwohl die Bauernhaufen in der Überzahl waren, flohen die Aufständischen ohne viel Widerstand, was als mangelnder Kampfwille interpretiert wird. Dieser hatte seinen Ursprung sicher auch in der „Zwangsrekrutierung“ auf Seiten der Aufständischen.[1]
- Auch die Abwendung Martin Luthers von den Zielen der Aufständischen soll deren Entschlossenheit geschwächt haben.[9]

## Folgen der Schlacht
Mit der Niederlage der Aufständischen bei Böblingen war der „Bauernaufstand“ in Württemberg beendet. Die Anzahl der Opfer bei den aufständischen Bauern schwankt je nach Quelle zwischen 2000 und 9000 erschlagenen Aufständischen. Eine realistische Schätzung dürfte bei ungefähr 3000 Toten liegen.  Die Verluste auf Seiten des Schwäbischen Bundes waren außerordentlich gering. Chronisten sprechen von etwa 25 Reitern und 15 Fußsoldaten.
Überlebende Aufständische mussten ihr Leben mit Geld erkaufen und/oder wurden des Landes verwiesen. Viele ihrer Familien wurden gezwungen, ihnen in die Verbannung zu folgen, nachdem ihr Besitz enteignet worden war. Matern Feuerbacher wurde 1527 verhaftet und vor das Kaiserliche Hofgericht in Rottweil gestellt (eine andere Quellen nennt das Rottweiler Stadtgericht). Nach einem monatelangen Prozess wurde er von zwölf Geschworenen freigesprochen; sehr zum Ärger der Württemberger Landesregierung.
Die in den „Zwölf Artikeln“ niedergeschriebenen Forderungen der Aufständischen wurden nicht erfüllt. So wurde in Württemberg die Leibeigenschaft erst 1817 abgeschafft, derweil Frondienste und Abgaben noch später im 19. Jahrhundert aufgehoben wurden.
Heidrun Brehm, Attila Melzer, Rita Püpcke und Günther Wahl schrieben folgendes Resümee bezüglich der Bedeutung der Schlacht bei Böblingen: „Der Bauernkrieg war nicht nur die größte Volksbewegung der deutschen Geschichte, sondern auch eine wichtige Station auf dem langen Weg der Deutschen zur Demokratie. Auch wenn das Aufbegehren der Bauern in einer furchtbaren Niederlage endete, so war der Mut der Menschen, die für ihre Menschenwürde kämpften, doch ein Vorbild für die nachfolgenden Generationen.“